# Melanagromyza strictiva
Melanagromyza strictiva är en tvåvingeart som beskrevs av Spencer 1973. Melanagromyza strictiva ingår i släktet Melanagromyza och familjen minerarflugor.
Artens utbredningsområde är Bahamas. Inga underarter finns listade i Catalogue of Life.